# Maďarská menšina na Slovensku

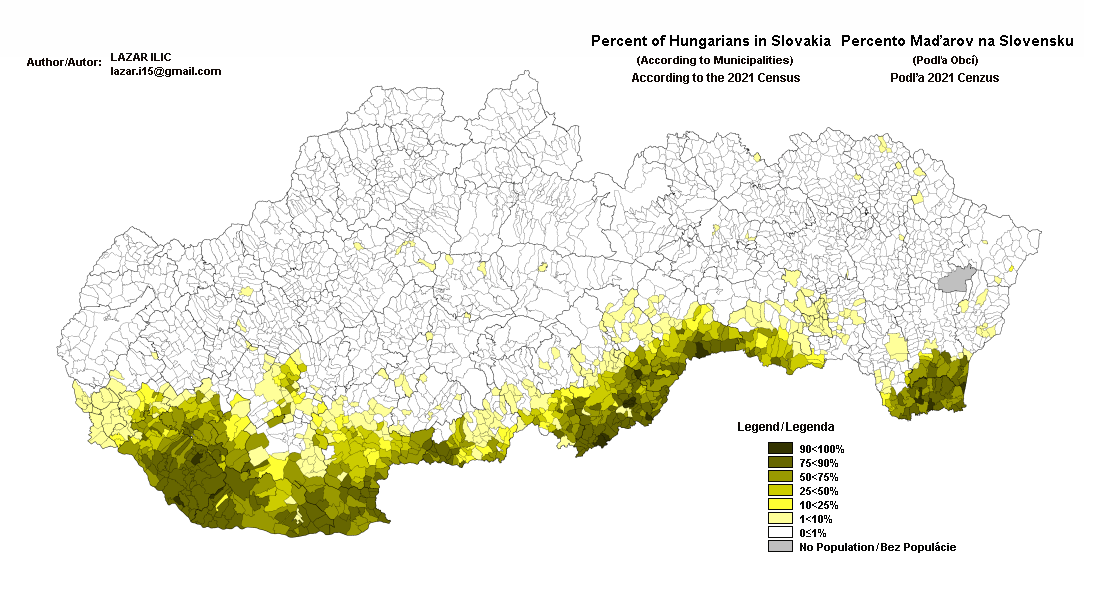
Procentuální zastoupení maďarské populace v jednotlivých obcích Slovenska (stav 2021)

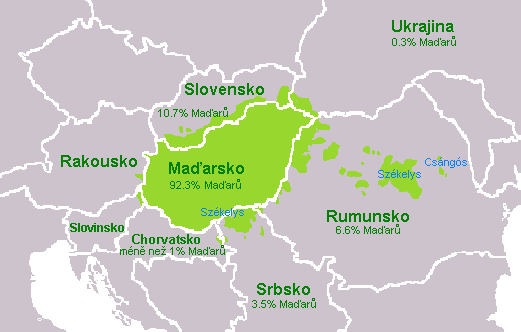
Přibližné zobrazení oblastí, ve kterých Maďaři žijí

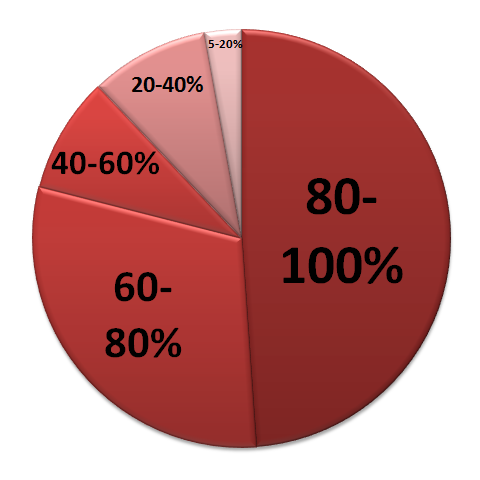
Graf zobrazující oblasti s podílem maďarské populace, ve kterých Maďaři na Slovensku žijí. Dle údajů z roku 1991 vyplývá, že téměř polovina Maďarů žije na Slovensku v sídlech s procentuálním zastoupením maďarské populace větším než 80 %

Za příslušníky maďarské menšiny na Slovensku jsou považováni občané Slovenska hlásící se k maďarské národnosti, a občané Maďarska mající na Slovensku krátkodobý, či trvalý pobyt. Podle údajů z sčítání obyvatel roku 2021 žije v zemi 458 467 občanů Slovenska hlásících se k maďarské národnosti, kteří tvoří 8,5 % populace Slovenska. Podle údajů ze sčítání obyvatel jsou s výrazným odstupem největší národnostní menšinou, ovšem romské obyvatelstvo, které podle odhadů tvoří až 10 % obyvatel Slovenska, se velmi často hlásí k majoritní národnosti na daném místě, tj. ve sčítání se označili za Slováky, popř. Maďary. Nejvíce jejích příslušníků žije v jižní části země při hranicích s Maďarskem, v okrese Komárno v Nitranském kraji a v okrese Dunajská Streda v Trnavském kraji tvoří maďarské obyvatelstvo většinu, v řadě dalších okresů při maďarské hranici představují Maďaři významnou menšinu.

## Historie

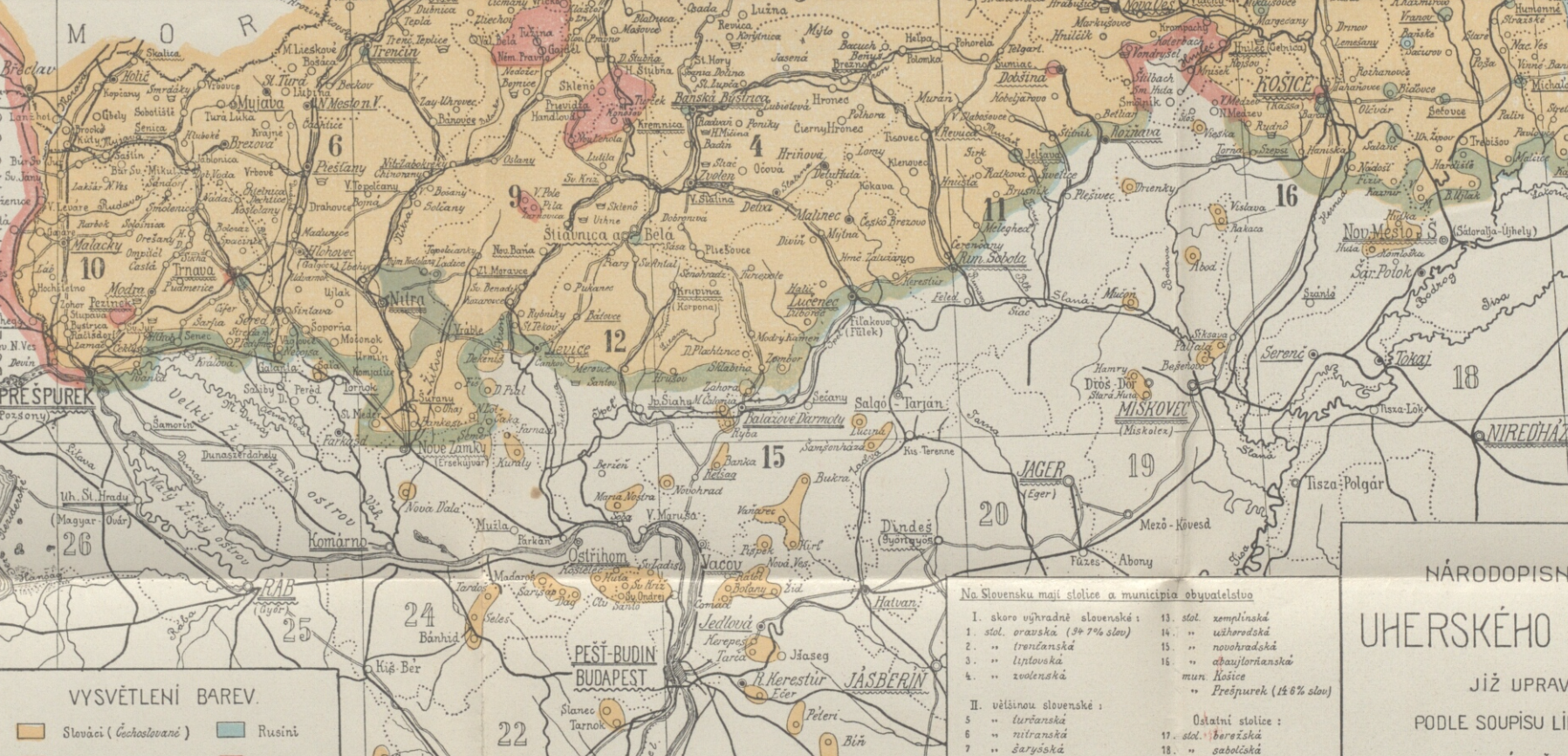
Mapa jižního Slovenska zachycující národnostní menšiny v Horních Uhrách podle sčítání lidu z roku 1900

### Vznik Československa
Po stanovení hranic maďarského státu jakožto nástupce Uherska po skončení 1. světové války Trianonskou smlouvou vznikla v nově vzniklém Československu maďarská menšina. Dle údajů z roku 1921 čítala tato menšina 744 621 členů, a tvořila tak 5,47 % celkového obyvatelstva.

### Druhá republika
2. listopadu 1938 bylo ve Vídni ukončeno arbitrážní jednání o maďarsko-československé hranici. V rámci této tzv. první vídeňské arbitráže byla určitá území Československa s převahou maďarské populace odstoupena ve prospěch tehdejšího Maďarského království, podobně jako byly odstoupeny Sudety nacistickému Německu. Hranice stanovené Vídeňskou arbitráží přetrvaly až do konce druhé světové války, kdy bylo celé území Československu opět navráceno.

### Poválečná situace
Jelikož postupimská konference kromě vysídlení československých občanů německé národnosti odmítla schválit podobný odsun i pro občany maďarské národnosti, uzavřela tehdejší československá vláda s maďarskou vládou dohodu o tzv. „výměně obyvatelstva“, při které se jakýkoliv příslušník slovenské menšiny v Maďarsku mohl přestěhovat do ČSR a za něj byl vystěhován do Maďarska jeden příslušník maďarské menšiny na Slovensku. Na základě této dohody bylo odsunuto do Maďarska 90 000 slovenských Maďarů.

## Demografie
Dle údajů z roku 2011 žije na území Slovenska 458 467 osob náležících k této menšině, tvořících tak 8,5 % celkového obyvatelstva. V roce 1991 čítala tato menšina 567 296 členů s 10,8% podílem na obyvatelstvu.
Tabulka zobrazující procentuální zastoupení maďarské populace na Slovensku.
| kraj            | údaje 2001 | údaje 2001 procentuálně | údaje 1991 | údaje 1991 procentuálně |
| --------------- | ---------- | ----------------------- | ---------- | ----------------------- |
| Bratislavský    | 27 434     | 4,6                     | 32 938     | 5,4                     |
| Trnavský        | 130 740    | 23,7                    | 134 205    | 24,8                    |
| Trenčínský      | 1 058      | 0,2                     | 1 268      | 0,2                     |
| Nitranský       | 196 609    | 27,6                    | 216 414    | 30,2                    |
| Žilinský        | 660        | 0,1                     | 717        | 0,1                     |
| Banskobystrický | 77 795     | 11,7                    | 85 427     | 13,0                    |
| Prešovský       | 817        | 0,1                     | 803        | 0,1                     |
| Košický         | 85 415     | 11,2                    | 95 524     | 12,9                    |

Seznam slovenských měst s největším podílem maďarské populace a její procentuální vyjádření:
- Veľký Meder (maďarsky Nagymegyer) – 84,6 %
- Kolárovo (maďarsky Gúta) – 82,6 %
- Dunajská Streda (maďarsky Dunaszerdahely) – 79,75 %
- Kráľovský Chlmec (maďarsky Királyhelmec) – 76,94 %
- Štúrovo (maďarsky Párkány) – 68,7 %
- Šamorín (maďarsky Somorja) – 66,63 %
- Fiľakovo (maďarsky Fülek) – 64,40 %
- Šahy (maďarsky Ipolyság) – 62,21 %
- Tornaľa (maďarsky Tornalja) – 62,14 %
- Komárno (maďarsky Komárom) – 60,09 %
- Čierna nad Tisou (maďarsky Tiszacsernyő) – 60 %
- Veľké Kapušany (maďarsky Nagykapos) – 56,98 %
- Želiezovce (maďarsky Zselíz) – 51,24 %
- Hurbanovo (maďarsky Ógyalla) – 50,19 %
- Moldava nad Bodvou (maďarsky Szepsi) – 43,6 %
- Sládkovičovo (maďarsky Diószeg) – 38,5 %
- Galanta (maďarsky Galánta) – 36,80 %
- Rimavská Sobota (maďarsky Rimaszombat) – 35,26 %
- Nové Zámky (maďarsky Érsekújvár) – 27,52 %
- Rožňava (maďarsky Rozsnyó) – 26,8 %
- Šaľa (maďarsky Vágsellye) – 17,9 %
- Senec (maďarsky Szenc) – 14,47 %
- Lučenec (maďarsky Losonc) – 13,11 %
- Levice (maďarsky Léva) – 12,23 %

## Známé osobnosti

### Historické
- Bálint Balassi – básník
- János Esterházy – politik
- Mór Jókai – spisovatel
- Imre Madách – spisovatel
- Kálmán Mikszáth – spisovatel
- František II. Rákóczi – vůdce protihabsburského stavovského povstání

### Současné
- Vica Kerekes – herečka
- Béla Bugár – politik
- Edit Bauer – politička
- Pál Csáky – politik
- Miklós Duray – politik
- Sándor Márai – spisovatel
- László Mécs – básník
- József Nagy – politik
- Tamás Priskin – fotbalista
- Viki Ráková – herečka
- Zsolt Simon – politik
- Árpád Tőzsér – básník, literární kritik, překladatel
- Szidi Tobias – zpěvačka, herečka
- Csongor Kassai – herec
- Oszkár Világi – podnikatel
- Ľudovít (Lajos) Ódor – ekonom, bývalý úřednický premiér Slovenska

## Maďarské instituce na Slovensku
- Maďarská aliancia – politická strana
- Most-Híd 2023 – politická strana
- Fórum – politická strana
- Selye János Egyetem – Univerzita Jánosa Selyeho – vysoká škola s  maďarským vyučovacím jazykem v Komárně
- Új Szó – deník v maďarském jazyce vydávaný v Bratislavě
- Madách – bývalé vydavatelství v Bratislavě
- Kalligram – vydavatelství v Bratislavě